# Елебен
Елебен (њем. Elleben) општина је у њемачкој савезној држави Тирингија. Једно је од 44 општинска средишта округа Илм. Према процјени из 2010. у општини је живјело 937 становника. Посједује регионалну шифру (AGS) 16070012.

## Географски и демографски подаци
Елебен се налази у савезној држави Тирингија у округу Илм. Општина се налази на надморској висини од 320 метара. Површина општине износи 17,0 km². У самом мјесту је, према процјени из 2010. године, живјело 937 становника. Просјечна густина становништва износи 55 становника/km².